# 国际武术联合会
国际武术联合会（英语：International Wushu Federation，简称IWUF）简称国际武联，1990年10月3日在中国北京成立，1994年被国际单项体育联合会总会接纳为会员，2002年被国际奥委会正式承认。截至2020年，国际武术联合会拥有155个国家和地区的会员协会，每两年举办一次世界武术锦标赛。现任国际武术联合会主席为于再清（2003年当选），秘书长为王筱麟。